# 鐵拉布蘭卡區

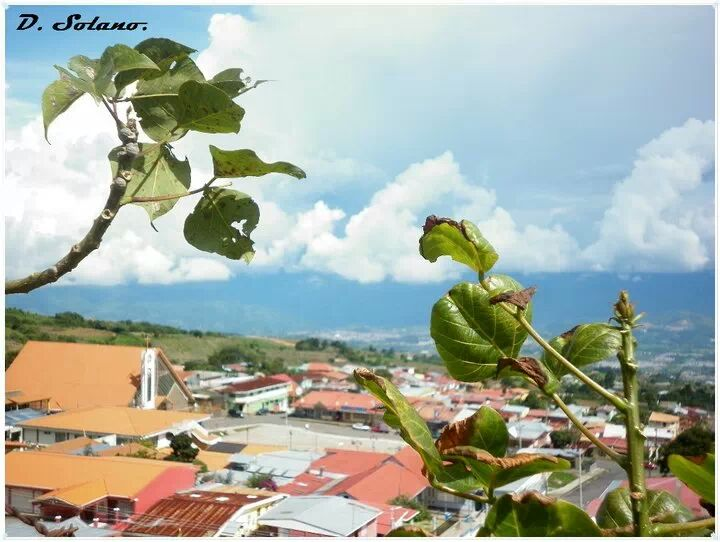

鐵拉布蘭卡區（西班牙語：Tierra Blanca），是哥斯達黎加的一個區，位於該國東部卡塔戈省，面積12.79平方公里，海拔高度2,080米，2011年人口5,103，人口密度每平方公里398.98人。